# Longyan
Longyan (龙岩 ; pinyin : Lóngyán ; littéralement : rocher du dragon) est une ville de la province du Fujian en Chine. On y parle le dialecte de Longyan du hakka.

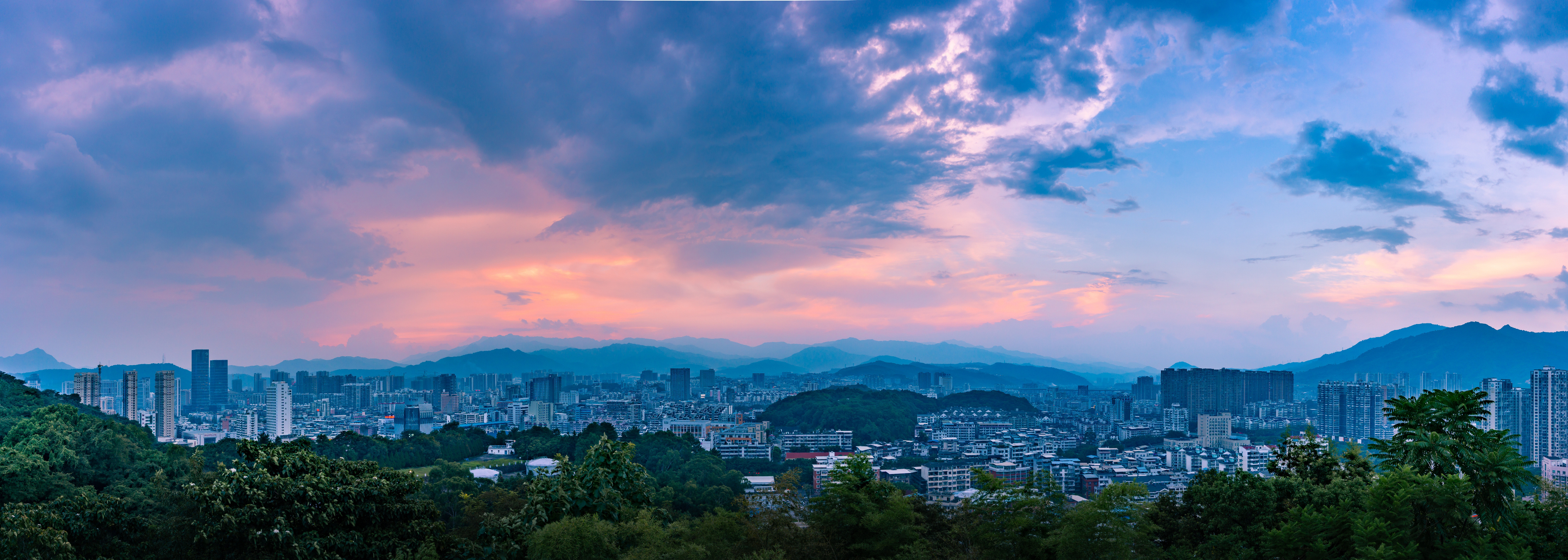
Vue générale

## Subdivisions administratives
La ville-préfecture de Longyan exerce sa juridiction sur sept subdivisions - un district, une ville-district et cinq xian :
- le district de Xinluo - 新罗区 Xīnluó Qū ;
- la ville de Zhangping - 漳平市 Zhāngpíng Shì ;
- le xian de Changting - 长汀县 Chángtīng Xiàn ;
- le xian de Yongding - 永定县 Yǒngdìng Xiàn ;
- le xian de Shanghang - 上杭县 Shàngháng Xiàn ;
- le xian de Wuping - 武平县 Wǔpíng Xiàn ;
- le xian de Liancheng - 连城县 Liánchéng Xiàn.